# Джеймс Баучер (булевард в София)
„Джеймс Баучер“ е булевард в София. Носи името на ирландския журналист Джеймс Баучер, застъпник за българската кауза.
Намира се в квартал Лозенец. Започва от площад „Велчова завера“ (в близост до Борисовата градина), пресича булевард „Черни връх“, достига до улица „Козяк“.

## Обекти
На самия булевард или в неговия район се намират следните обекти:
- площад „Велчова завера“
- Софийска духовна семинария
- 13-и ДКЦ – детско отделение
- СУ - Факултет по информатика и математика
- СУ - Физически факултет
- Посолство на Палестина
- Посолство на Кипър
- Резиденция Лозенец
- Храм „Св. Мина“
- Национален съвет на БЧК